# 小松飛行場

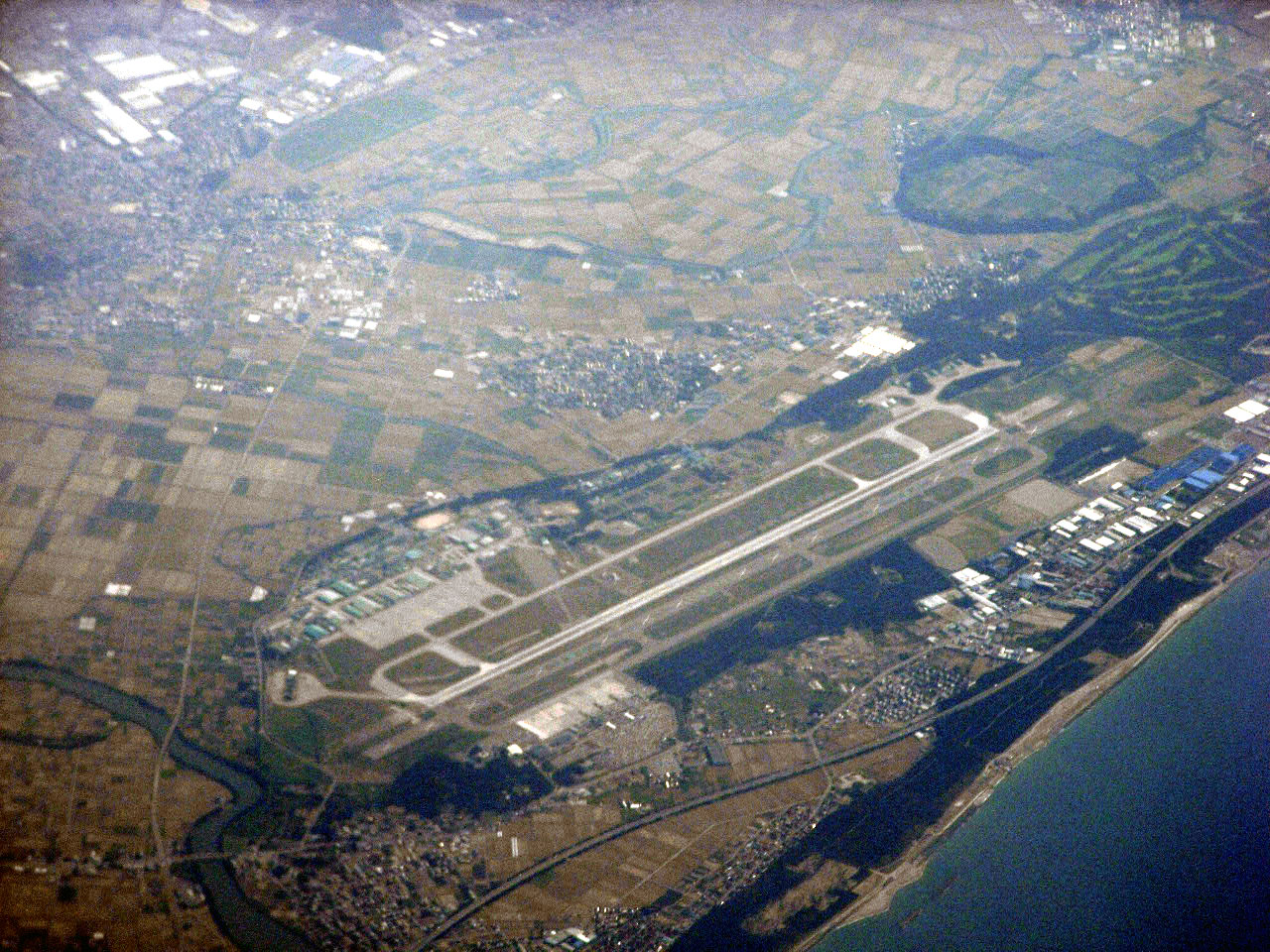
上空より俯瞰

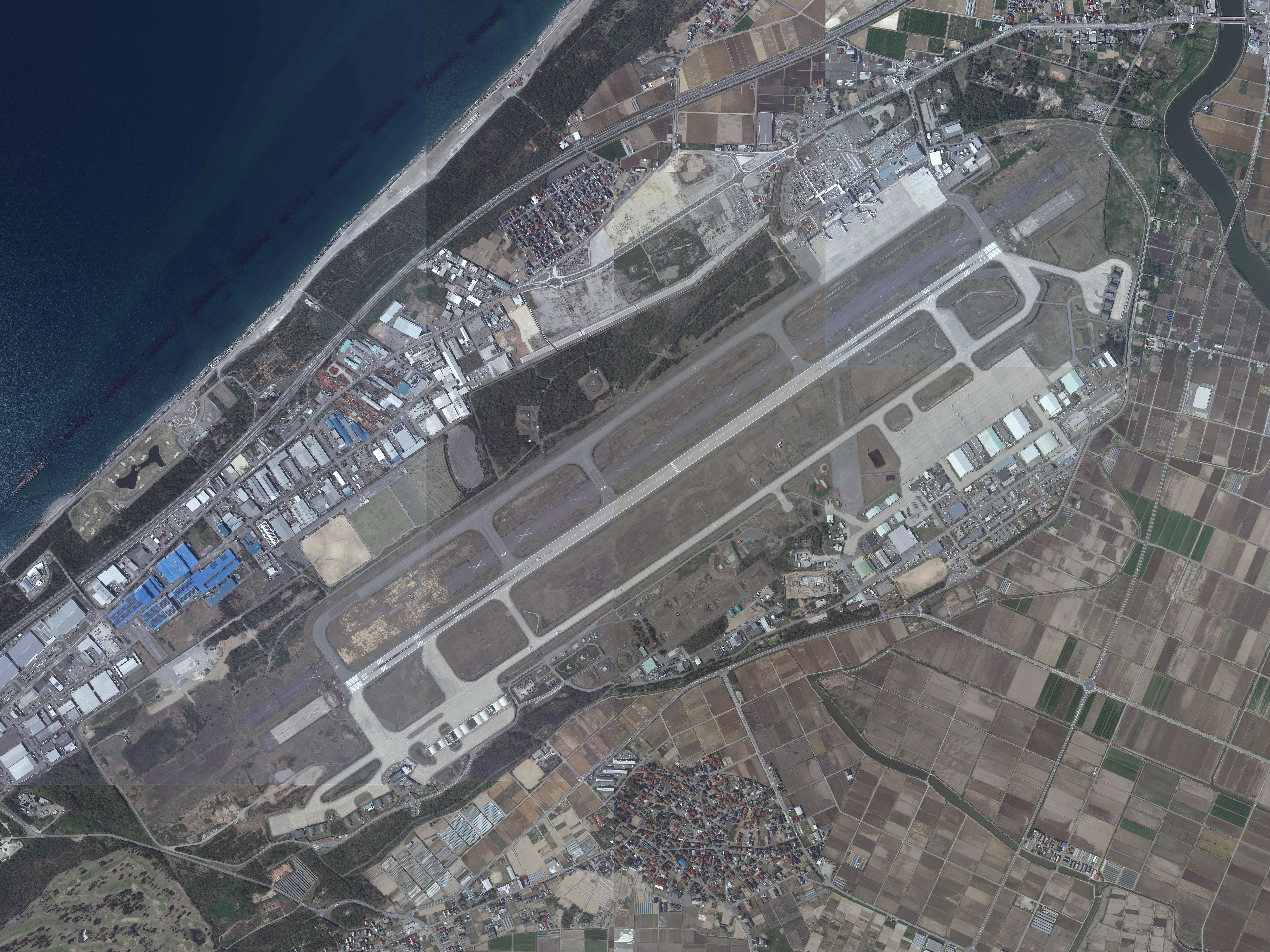
同飛行場の空中写真（2024年）

小松飛行場（こまつひこうじょう）は、石川県小松市にある飛行場（空港）である。
防衛省が管理、航空自衛隊小松基地（英: JASDF Komatsu Airbase）と民間航空（民航）が滑走路を共用する飛行場（空港法附則第3条第1項で定める自衛隊共用空港）である。民間の施設は通称として小松空港（こまつくうこう、英: Komatsu Airport）と呼ばれている。航空管制は航空自衛隊に所属する管制員が担当している。

## 概要

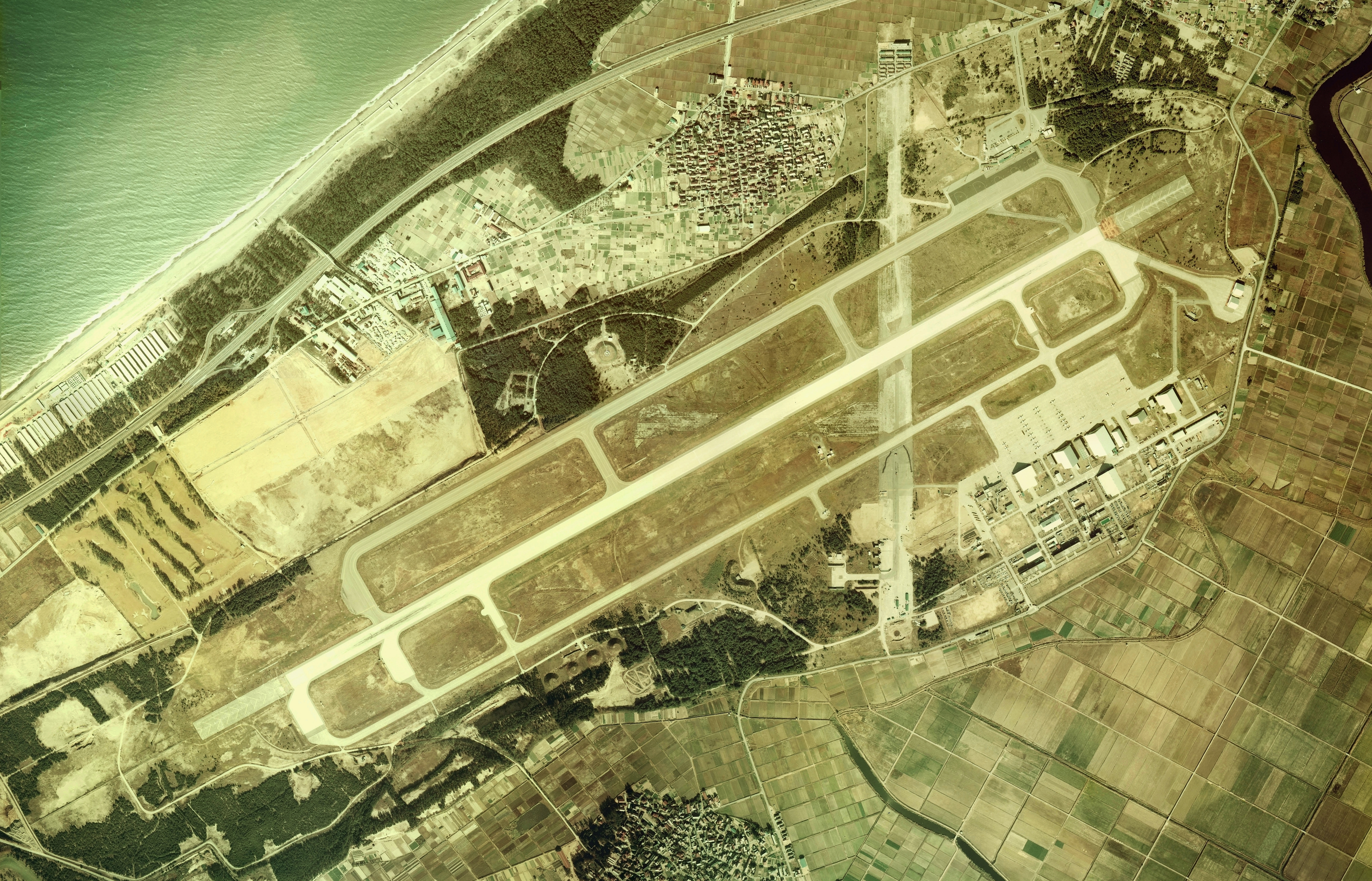
小松飛行場の空中写真。（1975年撮影の6枚より合成作成）。

小松市・金沢市・福井市をはじめ、石川県南部（加賀地方）および福井県北部（嶺北地方）へのアクセス拠点となっている。2001年、国土交通省の「第7次空港整備計画」で福井空港の拡張計画が漏れ、福井県は空港の拡張計画を断念。その後「小松空港を福井県の空の玄関口」として方針転換した。それにより、福井県の要望で航空会社の時刻表などには「小松（金沢・福井）」と表記されるようになっている。
滑走路の両側に誘導路があり、山側を航空自衛隊が、海側を民航のターミナルが利用している。また、地方空港では珍しくカーゴルクスなどがボーイング747Fで乗り入れるなど国際航空貨物を取り扱っており、空港内にはこれに対応した貨物上屋が整備されている。

## 沿革
小松基地に関する事項は、後述の「航空自衛隊小松基地」の歴史を参照。
- 1941年（昭和16年）8月 - 旧海軍が農林省営林財産約140haを中心にした航空基地の整備計画に基づき、今江潟西側周辺民有地約241㎡を買収[6]。
- 1943年（昭和18年）4月1日 - 小松飛行場建設事務所を開設し、旧海軍・舞鶴鎮守府の飛行場として建設開始[7]。当時は「むじなが浜」と呼ばれた砂丘地帯であった。太平洋戦争に伴う太平洋側の基地への空襲の発生を受け、日本海側の疎開基地として整備開始されたのがきっかけとなっている[8]。
- 1944年（昭和19年）
  - 9月1日 - 小松海軍航空隊が柴山（現在の加賀市）にて開設される[9]。
  - 9月20日 - 豊橋海軍航空隊の退避飛行場となる[9]。
  - 11月15日 - 東西1500m×100mと南北1700m×100m、2本の滑走路が完成[7][10]。
- 1945年（昭和20年）11月1日 - 大蔵省管理を経て米軍により接収（対空レーダー基地）[11]。サンフランシスコ講和条約発効後はFAC4017小松補助飛行場として使用[要出典]。
- 1952年
  - 1月 - 小松市長、小松商工会議所会頭、石川、富山、福井の各県の知事の連名で小松飛行場の民間転用を求める請願書が衆参両院に提出されたのを受けて、北陸航空輸送が同年11月に設立認可、12月1日に事業免許が交付された[12]。
  - 7月26日 - 日米行政協定に基づき米軍の補助レーダー基地となる[12]。
- 1955年（昭和30年）7月2日 - 日本ヘリコプター輸送（現在の全日本空輸）と北陸航空輸送の提携による小松 - 大阪線の週3回1日1往復の定期路線を開設[10][12]。
- 1957年（昭和32年）5月31日 - 小松飛行場の米軍基地を閉鎖[13]。
- 1958年（昭和33年）2月19日 - 米軍の接収解除[10][13][14]。
- 1960年（昭和35年）4月19日 - 第1次拡張工事着工。東西滑走路を2400m×45mに延長して主滑走路とし、南北滑走路を副滑走路とし1200m×45mで整備した。当時購入用地では開拓事業が進行中だったが、規模を261町歩から129町歩に縮小した[15]。
- 1961年（昭和36年）
  - 6月10日 - ターミナルビル竣工式。同年7月1日営業開始[16]。
  - 6月11日 - 航空自衛隊小松基地が開庁[17]。
  - 12月20日 - 民間航空と自衛隊の共用空港として供用を開始し開港[1][10][N 1]。小松 - 名古屋 - 羽田線開設[N 2]。
- 1962年（昭和37年）
  - 4月1日 - 全日本空輸による小松 - 大阪線開設。
  - 9月23日 - 末広運動公園とともに『伸び行く日本 産業と防衛大博覧会』の会場となる（～11月6日）[注 1]。
- 1963年（昭和38年）7月1日 - 小松 - 羽田線を定期便化[18]。
- 1964年（昭和39年）
  - 9月 - 第2次拡張工事着工。F-104J導入のため滑走路を2700mに延長[10]。これにより残存開拓事業は中止となる[15]。
- 1973年（昭和48年）
  - 6月15日 - ジェット化に対応するための滑走路かさ上げ工事により、空港運用を1か月間（約50日間）休止[19]。
  - 10月19日 - かさ上げ工事完了[20]。
  - 11月1日 - ジェット化[N 4][20]。
  - 11月28日 - 初のチャーター便（ボーイング727、小松 - 香港）就航[10]。
- 1979年（昭和54年）12月12日 - 日本航空による国際定期路線（新潟 - 小松 - ソウル線）開設[21]。国際線の運用が開始される[22]。
- 1981年（昭和56年）9月26日 - 国内線・新旅客ターミナル完成（鉄骨2階建て、一部3階建て）、供用開始[23][24]。
- 1984年（昭和59年）4月2日 - 国際線ターミナル完成、供用開始[23]。
- 1986年（昭和61年）10月1日 - 日本航空が小松 - 羽田線を開設、ダブルトラック化される[10]。
- 1991年（平成3年）
  - 4月30日 - 外国の航空会社としては初めてシンガポール航空が乗り入れる。チャーター便がチャンギ国際空港へ就航[10]。
  - 6月1日 - 南西航空（現在の日本トランスオーシャン航空）が小松 - 那覇線を本州日本海側で初めて開設[10]。
- 1992年（平成4年）3月18日 - 防衛庁が外国の航空機の乗り入れ制限緩和を決定。これ以降、外国の航空会社によるチャーター便運用が多く行われる[25]。
- 1993年（平成5年）4月1日 - 旧日本エアシステムが小松 - 東京線を開設、トリプルトラック化される。
- 1994年（平成6年）
  - 7月2日 - 小松 - ルクセンブルク間にカーゴルックス航空による国際貨物定期便就航[18]。
  - 12月 - 小松空港地域が輸入促進地域（Foreign Access Zone、FAZ）に指定される[注 2][10]。
- 1996年（平成8年）3月15日 - 国際線旅客ターミナル増改築工事完了[26]。
- 2002年（平成14年）6月27日 - HIACTの新ターミナル完成[27]。
- 2005年（平成17年）3月17日 - 仮滑走路運用開始（現滑走路閉鎖）[27]。
- 2006年（平成18年）
  - 3月28日 - 日本航空の小松 - ソウル線の運航を大韓航空に移管[18]。同日よりコードシェア便運用を開始。
  - 12月21日 - 滑走路かさ上げ工事完了、仮設の滑走路を閉鎖[28]。
- 2009年（平成21年）
  - 4月1日 - 全日本空輸が北陸3空港（小松、富山、能登）のマルチエアポート制度を導入[P 1]。
  - 7月23日 - 小松 - 静岡線をフジドリームエアラインズが運航開始[28][29][N 6]。
  - 11月1日 - 小松 - 札幌線が全日本空輸と北海道国際航空（当時、現在のAIRDO）との共同運航を開始[28][30]。
- 2011年（平成23年）3月26日 - この日をもってフジドリームエアラインズの小松 - 静岡線が運休[N 7]。
- 2012年（平成24年）12月8日 - エバー航空の小松 - 台北線が週7便に増便、国際線としては初めてのデイリー運航が開始される[18]。
- 2014年（平成26年）
  - 1月24日 -  シルクウェイウエスト航空 によりヘイダル・アリエフ国際空港 - 小松便就航（週2便）[18]。
  - 3月30日 - アイベックスエアラインズ、成田便を減便。それに伴い全日本空輸の福岡便1往復をコードシェアにて運航開始。全日本空輸、福岡便1往復減便（全日本空輸3往復、アイベックスエアラインズ1往復）。
- 2015年（平成27年）3月14日 - 北陸新幹線の長野駅 - 金沢駅間が延伸開業。これに伴い、羽田便の機材の小型化を実施[31]。
- 2016年（平成28年）
  - 3月27日 - 全日本空輸、羽田便を1日6往復から4往復に減便[P 2] 。
  - 3月31日 - 全日本空輸、北陸3空港（小松、富山、能登）のマルチエアポート制度の取り扱いを終了[P 3] 。
- 2018年（平成30年）
  - 1月18日 - 格安航空会社（LCC）のタイガーエア台湾が台北線を開設（週2便）[18][N 8]。LCCによる国際定期路線は本州日本海側で初めてとなる。
  - 10月28日 - オリエンタルエアブリッジが小松 - 福岡線を本州発着路線として初めて開設[18][P 4][N 9]。
- 2019年（平成31年・令和元年）
  - 4月3日 - キャセイパシフィック航空が香港便の定期便（週2便）を就航（10月26日までの季節運航便）[18][P 5][N 10][N 11]。
  - 6月27日 - 福島発大阪（伊丹）行きのアイベックスエアラインズ機が急きょ小松空港に着陸。G20で来日するアメリカ合衆国大統領専用機の着陸を優先したための措置[N 12][N 13]。
  - 10月 - 令和元年東日本台風（台風19号）により北陸新幹線上越妙高駅 - 長野駅間の不通に伴い、全日本空輸および日本航空の羽田便の臨時便運航ならびに機材の大型化を実施[N 14][N 15][N 16][N 17]。
- 2020年（令和2年）
  - 3月12日 - エバー航空の小松 - 台北線が運休し、国際線が全便運休となる[N 18]。
  - 3月29日 - 小松空港の運用終了時間が1時間延長され、22時30分までに変更[N 19]。
  - 10月24日 - アイベックスエアラインズが運航する成田便、福岡便、仙台便が運休[N 20][N 21]。なお同社運航の福岡便は全日本空輸が運航を引き継いだ[N 20][N 21]。
- 2023年（令和5年）4月1日 - エバー航空の小松 - 台北線の運航が再開され、国際線が3年ぶりに復活する。
- 2025年（令和7年）4月24日-香港エクスプレス航空の小松-香港便が週3便にて開設される。

## 施設

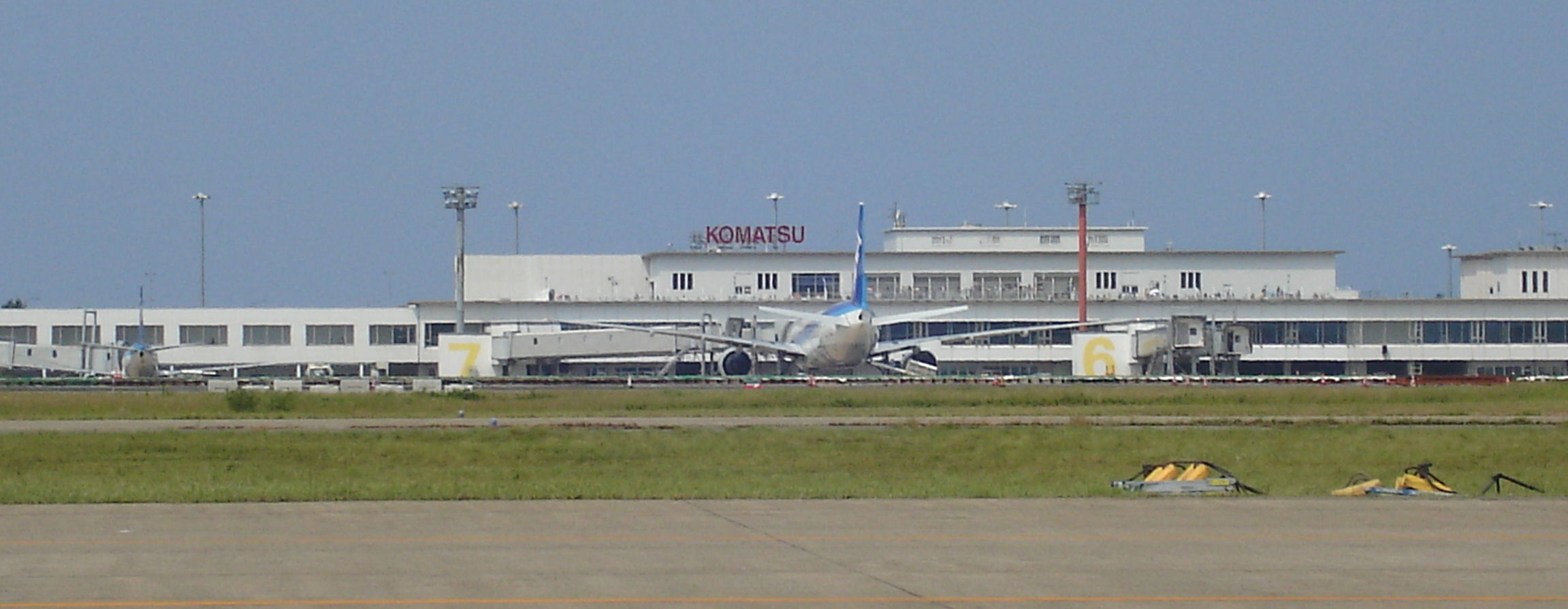
ターミナルビル（自衛隊基地側より見る）

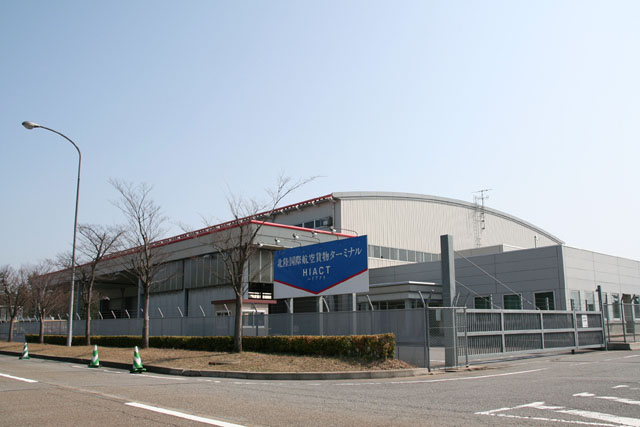
北陸国際航空貨物ターミナル

空港ターミナルビル・航空貨物施設とも、石川県などが出資する第三セクターの北陸エアターミナルビル株式会社が運営している。

### ターミナルビル
各テナントの詳細は、小松空港公式サイトの施設サービスを参照。
1階
- 航空会社カウンター（国内線・国際線）
- 到着ロビー・手荷物受取所（国内線・国際線）
- レンタカーカウンター
- こまQショップ 1F売店
- 空の駅こまつ（売店）
- 有料待合室「安宅」「加賀」
- キャッシュコーナー（北國銀行・イオン銀行・セブン銀行）
- 小松警察署小松空港警備派出所

2階
- 出発ロビー・搭乗口（国内線・国際線）
- スカイビュッフェ コスモス（売店、国内線保安検査場内）
- こまQショップ ゲート店（売店、国内線保安検査場内）
- サクララウンジ（空港ラウンジ、国内線保安検査場内）
- ANAラウンジ（同上、国内線保安検査場内）
- 免税売店（国際線保安検査場内）
- こまQショップ 2F売店
- 空カフェ（喫茶・軽食）
- 海とハクサン（レストラン）
- こまQスクエア（展示スペース）
- 有料待合室「小松」「兼六」
- スカイラウンジ白山

3階
- 展望デッキ - 3階へはエレベーターが設置されておらずバリアフリー非対応となっている。

### 貨物施設
- HIACT（ハイアクト：北陸国際航空貨物ターミナル）
  - 第一国際貨物上屋
  - 第二国際貨物上屋
- 国内貨物上屋

### 空港内の主な所在機関・企業
- 国土交通省大阪航空局小松空港事務所
- 財務省大阪税関金沢税関支署小松空港出張所
- 厚生労働省新潟検疫所 - 小松空港出張所、食品監視課小松空港分室
- 農林水産省名古屋植物防疫所伏木富山支所小松空港出張所
- 農林水産省動物検疫所中部空港支所小松出張所
- 防衛省近畿中部防衛局小松防衛事務所
- 空港振興・環境整備支援機構小松事務所
- 航空保安協会小松事務所
- 石川県消防防災航空隊
  - 2021年度より鹿児島国際航空が受託運航を行っている[32]。
- 中日本航空小松運航所
  - 石川県ドクターヘリ（石川県立中央病院拠点）の受託運航を行っている。

開港機能のうち出入国管理機関は空港内に所在せず、法務省出入国在留管理庁名古屋出入国在留管理局金沢出張所（金沢市）より国際便離発着の都度出張対応となっている。

## 就航路線
航空会社名が2社以上の場合、最前の航空会社の機材・乗務員で運航する共同運航便である。

### 国内線
| 航空会社                                            | 就航地                       |
| --------------------------------------------------- | ---------------------------- |
| 日本航空 (JAL)                                      | 東京/羽田                    |
| 日本トランスオーシャン航空 (JTA)                    | 沖縄/那覇                    |
| 全日本空輸 (ANA)                                    | 札幌/新千歳、東京/羽田、福岡 |
| オリエンタルエアブリッジ（ORC） ・全日本空輸（ANA） | 福岡                         |

東京国際空港（羽田）発着を中心に、コードシェア便として海外航空会社便名が付与される便もある。
| 行き先       | 旅客数   | 国内線順位 |
| ------------ | -------- | ---------- |
| 東京国際空港 | 約81万人 | 上位28位   |

### 国際線

#### 旅客便
| 航空会社                           | 就航地                         |
| ---------------------------------- | ------------------------------ |
| 大韓航空 (KE)                      | 韓国・仁川国際空港（ソウル）   |
| エバー航空 (BR) ・ 全日本空輸 (NH) | 台湾・台湾桃園国際空港（台北） |
| タイガーエア台湾 (IT)              | 台湾・台湾桃園国際空港（台北） |
| 中国東方航空 (MU)                  | 中国・上海浦東国際空港（上海） |
| 香港エクスプレス航空 (UO)          | 香港・香港国際空港（香港）     |

#### 貨物便
- カーゴルックス航空 (CV) 
  - 
 ルクセンブルク＝フィンデル空港
 シカゴ・オヘア国際空港

国際貨物定期便として1社が乗り入れている。
カーゴルックス航空の定期便として、以下の1ルートがボーイング747-400Fもしくはボーイング747-8Fを使用して運航されている。

- ルクセンブルク→小松→シカゴ→ルクセンブルク（水曜・金曜・土曜の週3便）

貨物取扱量は6,530トンで、国内の空港では第13位となっている（いずれも2020年度）。

### 休廃止路線
小松空港に就航していた路線は以下の通り。
| 航空会社                       | 就航地 |
| ------------------------------ | --- |
| ジェイエア (JLJ)               | 新潟空港、出雲空港、広島西飛行場                                                                                           |
| 全日本空輸 (ANA)               | 大阪国際空港、名古屋空港（中部国際空港開港前）、新潟空港（経由地、札幌発着路線）、福井空港（経由地、東京・名古屋発着路線） |
| エアーニッポン (ANK)           | 鹿児島空港 |
| 日本エアシステム (JAS)         | 東京国際空港(羽田) |
| 日本エアコミューター (JAC)     | 岡山空港、高松空港、松山空港                                                                                               |
| フジドリームエアラインズ (FDA) | 静岡空港 |
| AIRDO (ADO)                    | 新千歳空港 |
| アイベックスエアラインズ (IBX) | 仙台空港、成田国際空港、福岡空港                                                                                           |
| キャセイパシフィック航空 (CX)  | 香港国際空港 |

ジェイエアおよびエアーニッポンはそれぞれJALならびにANA便で運航する以前の路線である。ANAの路線には、旧日本ヘリコプター輸送および中日本航空が運航していた時期も含む。キャセイパシフィック航空の国際線は定期チャーター便として運航されていた。

## 統計

### 利用者数
元のウィキデータクエリを参照してください.

年間利用客数は、国内線1,581,054人、国際線243,874人（2018年度）。

### 旅客数
以下に年度別の乗降客数を示す。国際線にはチャーター便を含む。マウスポインタを棒グラフの各要素に合わせると、該当年度の数値がポップアップする。
- 国内線
- 国際線

## 航空自衛隊小松基地
小松基地（こまつきち、JASDF Komatsu Airbase）は、1961年2月に開庁した航空自衛隊の基地である。対領空侵犯措置の任務を担っており、国籍不明機に対するスクランブル発進を行っている。基地司令は第6航空団司令が兼務。基地北方の日本海上空に広大な訓練空域（G空域）があり、航空総隊戦技競技会の開催や各種の訓練が日本海上空で実施される。

### 歴史
- 1958年（昭和33年）2月19日 - 米軍による飛行場の大部分の接収が解除されると同時に[14]、航空自衛隊小松分遣隊が配置。この年、折から活発化した左派による自衛隊基地反対運動に対し小松市長和田伝四郎が併用飛行場化の立場を表明する[注 5]。
- 1959年（昭和34年）6月1日 - 航空自衛隊小松分屯基地が設置。
  - 12月4日 - 小松基地設置に関する33カ条約定書を締結。
- 1960年（昭和35年）
  - 3月7日 - 小松基地建設用地買収[39]。
  - 4月19日 - 小松基地としての整備工事着工。
- 1961年（昭和36年）2月1日 - 航空自衛隊小松基地開庁。臨時小松派遣隊を編成し、小松に駐屯[40]。
  - 3月1日 - 小松救難分遣隊配備。4月から5月にかけて第4飛行隊（F-86F、25機編成）が千歳基地から、第8飛行隊（F-86F）が松島基地からそれぞれ移駐し第6航空団編成。当時の航空団要員は約1,200人。
  - 5月15日 - 小松基地竣工[41]。
  - 6月11日 - 小松基地開庁祭[17][41]。
- 1962年（昭和37年）5月15日 - 警戒待機（アラート）運用を開始。
  - 7月15日 - 第6航空団編成完結。
- 1963年（昭和38年）1月24日 - 三八豪雪に災害派遣。
- 1964年（昭和39年）4月30日 - 小松基地拡張に伴い、小松市からの要望事項に対して協定を締結。
  - 11月 - 第8飛行隊が岩国基地へ移動。
- 1965年（昭和40年）3月31日 - 第205飛行隊新編（F-104J配備、20機編成）。基地拡張用地42.3haを取得。同地の開拓団は解散。
- 1969年（昭和44年）2月8日 - 落雷を受けたF-104Jが金沢市泉の住宅街に墜落、パイロットはパラシュートで脱出して無事だったものの、付近の住民4人が死亡する事故が発生[N 29][N 30]。
- 1974年（昭和49年）8月 - 当時の新機種であるF-4EJの配備を小松市へ申し入れ。
- 1975年（昭和50年）6月 - 第4飛行隊解散。
  - 10月4日 - F-4EJ配備に関し防衛施設庁と地元自治体の間で「小松基地周辺の騒音対策に関する基本協定書」（いわゆる「10・4協定」）を締結[注 6]
- 1976年（昭和51年）10月26日 - 第303飛行隊新編（F-4EJ配備、18機編成）。
- 1981年（昭和56年）6月30日 - 第205飛行隊解散。
  - 7月1日 - 第306飛行隊新編（F-4EJ配備、18機編成）[N 31]。
- 1982年（昭和57年）11月 - 在日米軍への提供が決まり、以降自衛隊との共同使用（訓練）が実施される[注 7]。11月30日初の共同訓練を実施。
- 1986年（昭和61年）11月1日 - 第303飛行隊がF-15Jに改編（18機編成）。
- 1988年（昭和63年）3月31日 - 第301基地防空隊新編。
- 1995年（平成7年）11月22日 - 能登半島沖で訓練中のF-15Jが誤って僚機を撃墜する事故が発生（F-15僚機撃墜事故）。
- 1997年（平成09年）3月 - 第306飛行隊がF-15Jに改編。
- 2001年（平成13年）12月10日 - 小松管制隊が管制回数1,234,567回達成[42]。
- 2002年（平成14年）4月26日 - 配備機種がF-15Jに更新されたことと航空便増便で過密化が進行したため、防衛庁が「10･4」協定に基づく「昼休み時間帯の離着陸制限」および「東側編隊離陸制限」の緩和を小松、加賀両市に申し入れ。同時に石川県に通知。
  - 12月24日 - 小松市および加賀市と「協定書の一部を改正する協定書」を締結し、自主的騒音規制の一部を緩和。
- 2006年（平成18年）7月 - 小松市、加賀市、川北町など周辺自治体が米軍機の訓練受け入れを容認表明。
- 2011年（平成23年）10月7日 - F-15の燃料タンク落下事故が発生[N 32]。同年12月16日に飛行を再開。なお、この年の航空祭は落下した部品捜索と飛行訓練中止により開催されなかった[N 33]。
- 2016年（平成28年）6月10日 - 飛行教導群が新田原基地から移動[N 34]。
- 2022年（令和4年）
  - 1月31日 - 飛行教導群F-15DJの墜落事故が発生。当該機は小松基地を離陸後、小松管制隊のレーダーから航跡消失[P 7][N 35][N 36]。管制官はオレンジ色の発光を確認、無線で呼び掛けたが応答はなく[N 37][N 38][N 39]、その後、当該機と断定できる部品が発見され墜落と断定[N 39]。
  - 2月11日、現場海域で隊員1人の遺体を発見[N 39][N 40]、2月13日にはもう1人の隊員の遺体を発見し、2人死亡と確認[N 39][N 40][N 41]（詳細は飛行教導群F-15墜落事故を参照）。
- 2023年（令和5年）8月4日 - イタリア空軍のF-35Aなどがアジア訓練ツアーの一環で飛来。第6航空団などと共同訓練を行った。イタリア空軍の戦闘機が日本を訪れたのは、第二次世界大戦後これが初である[N 42]。
- 2025年（令和7年）4月1日-第303飛行隊にF-35Aが3機配備される（今年度中に計7機配備予定）。今後、F-15J/DJがF-35Aへ2027年度中に順次更新される予定である。2028年度より第306飛行隊もF-35Aへ更新開始予定。

### 配置部隊
航空総隊隷下
- 中部航空方面隊隷下
  - 第6航空団[N 43]
    - 飛行群 - 日本海側唯一の戦闘機部隊で主に日本海における国籍不明機の警戒にあたる[N 25][N 26][N 27]。
      - 飛行群本部
      - 第303飛行隊（F-15J/DJ、F-35A、T-4）[N 27][N 44]
      - 第306飛行隊（F-15J/DJ、T-4）[N 27][N 31][N 44]

    - 整備補給群
      - 整補群群本部
      - 検査隊
      - 装備隊
      - 修理隊
      - 車両器材隊
      - 補給隊

    - 基地業務群
      - 基地業務群本部
      - 第6基地防空隊
      - 飛行場勤務隊
      - 施設隊
      - 通信隊
      - 管理隊
      - 業務隊
      - 会計隊
      - 衛生隊

  - 中部航空施設隊隷下
    - 第2作業隊
- 航空戦術教導団隷下
  - 飛行教導群（F-15J/DJ、T-4）（アグレッサー部隊）[N 26][N 27][N 34][N 36][N 45]
- 航空救難団隷下
  - 小松救難隊（UH-60J、U-125A）

航空支援集団隷下
- 航空保安管制群隷下
  - 小松管制隊
- 航空気象群隷下
  - 小松気象隊

防衛大臣直轄部隊
- 航空警務隊隷下
  - 小松地方警務隊

### 小松基地航空祭
例年秋頃に開催される航空祭では、小松基地所属の戦闘機や救難機の展示飛行、アクロバット飛行を行う第11飛行隊（ブルーインパルス）の展示飛行が実施される。1990年代半ばまでは、毎年6月の開催だったが、梅雨の時期と重なっており雨天が多く、展示飛行もキャンセルになることがしばしばあったため、北陸で好天の多い9月に開催されるようになった。なお1990年代後半から2000年までは航空自衛隊では珍しく8月の最終土・日曜日に2日間開催されていたが、2001年以降は9月に1日のみの開催となっている。ただし、2001年はアメリカ同時多発テロ事件により実際には中止となり開催されていない。2009年は11月の開催となった。2011年はF-15の機外燃料タンク落下事故の発生に伴い中止になった。

### 訴訟等
一部周辺住民により離着陸の差し止めを求める「小松基地戦闘機離着陸差止等請求訴訟」が大分して2度にわたり提訴されていた。第1次、第2次訴訟については1994年12月、第3次、第4次訴訟については2007年4月に名古屋高等裁判所金沢支部にて棄却されたが、損害賠償支払いについては命令した。双方が上訴しなかった為判決が確定した。
ただし、どちらの訴訟でもWECPNL75以上の区域に居住する住民は受忍限度を超えているとして国に損害賠償の義務を認めている。

## その他
基地内には、海軍航空基地時代の滑走路跡や鉄筋コンクリート製の格納庫（掩体壕）が残されている（掩体壕は一部倉庫としても使用されている）。

## 交通アクセス
ダイヤなどの詳細は、当該項目を参照。括弧内は一部便のみ経由する。

### 路線バス
- 金沢駅方面（北陸鉄道）
  - 小松空港 ⇔ 松任海浜公園 - 北陸松任 - 駅西合同庁舎前 - 金沢駅西口（ - 武蔵ヶ辻・近江町市場 - 香林坊）（クローズドドアシステム）

- 小松駅方面（いずれも北鉄加賀バス）
  - 自動運転バス：小松空港 - 小松駅
  - 一般路線バス：小松空港 - 浮柳西 - 浮柳 - 城南町 - 桜木町 - 浜田町 - 西町 - 小松駅

- 福井駅方面（京福バス）
  - 小松空港 ⇔ 丸岡IC - 福井北IC - 福井駅東口（クローズドドアシステム）

### 観光周遊バス
- 加賀温泉駅方面（まちづくり加賀）
  - 加賀周遊バス キャン・バス小松空港線：小松空港（ - 石川県立航空プラザ - 手塚山公園首洗い池 - 中谷宇吉郎雪の科学館） - 片山津温泉西口 - 片山津温泉湯の元公園 - 片山津温泉 総湯 - 片山津温泉一区 - JR加賀温泉駅前・アビオシティ加賀
  - 運行は日本海観光バスへ委託されている。

### 季節運行
- 白山一里野スキーシャトル（ホワイトリング）
  - 小松空港 - 小松駅 ⇔ 白山一里野温泉スキー場（予約制）
- 白山登山エクスプレス（小松タクシー）
  - 小松空港 - 小松駅 ⇔ 市ノ瀬 - 別当出合（予約制）

### 廃止された路線
- スーパー特急（北陸鉄道）

- 市内経由（北陸鉄道）

- 小松空港B線（加賀白山バス）

- 金沢・あわら無料バス「KANAZAWARA号」（あわら市）

- 三国小松線（京福バス）

### タクシー
タクシー乗降場と待機所があり、原則としてタクシーが待機している。小松駅からはタクシーで10分程度である。
2011年（平成23年）11月6日より「加賀越前観光ガイドタクシー」が運行されている。

### 道路
- 金沢市方面からは北陸自動車道小松ICが最寄りである。
- 福井市方面からは、ETC車の場合は北陸自動車道安宅スマートICが、現金車等（ETC車以外）の場合は片山津ICが最寄りである。安宅スマートICは、福井県方面のアクセス向上策として2008年（平成20年）に社会実験として開設、2009年（平成21年）に常設化されている[4][46]。
- 国道8号方面からは、小松バイパス 佐々木ICから空港前交差点まで国道360号を直進する経路をとる。
- 福井市・坂井市・あわら市・加賀市の国道8号より海側へ少々距離のある地域（福井県庁や4市役所周辺を含む）からは、福井県道・石川県道5号福井加賀線 - 福井県道29号福井金津線 - 福井県道・石川県道5号福井加賀線 - 国道305号 - 石川県道296号三木塩屋線 - 石川県道140号上木中町線 - 石川県道20号小松加賀線という経路へ流入しての利用も少なからずあり、30 km圏内となる福井県道29号のあわら市以北からは空港への案内看板が整備されている。

### 駐車場
空港環境整備協会が運営する駐車場が、第1から第3まである。24時間利用可能で、普通自動車のみ入場から60分まで無料である。
航空プラザ臨時駐車場は2011年（平成23年）12月1日から小松空港国際線駐車場となり、小松発着の国際線利用者および小松 - 羽田・成田便を利用して羽田・成田空港で国際線に乗り継ぐ旅客に限定して無料開放している。なお、24時間を超える駐車は可能であるが車両の入出場が可能な時間帯は限られている。

## 周辺
- 石川県立航空プラザ
- 日本海
- 安宅の関(跡)
- コマニー
- 小松ウオール

## 小松空港・小松基地を舞台とした作品
小松空港
- 夢路空港（2022年）[N 48][N 49][N 50][N 51]
  - ジャルジャル（後藤淳平・福徳秀介）の主演とヒロインの前田敦子によるオンラインコメディ[N 48][N 49][N 50]。劇団ノーミーツと吉本興業（ジャルジャル）との共同企画[N 48][N 50]、「ジャルジャル」の語呂合わせから日本航空が協力[N 49][N 50]。夜間の小松空港を使用し同年4月17日に生配信、終了後にアーカイブは期間限定で配信された（いずれも視聴は有料）[N 49][N 50][N 51]。荒牧慶彦[N 48][N 51]、清宮レイ（乃木坂46、出演時点）[N 48][N 49][N 51]、ぶんぶんボウル[N 49]などが出演。

小松基地
- よみがえる空 -RESCUE WINGS- - 小松救難隊を描いたテレビアニメ。
- ガーリー・エアフォース - 作中の舞台として小松基地が登場するうえ、テレビアニメ化に際して同基地の協力を得ている。
  - Break the Blue!! - Run Girls, Run!による同作の主題歌。ミュージック・ビデオを基地内で撮影している。